# Midsommarkransen (tunnelbanestation)
Midsommarkransen är en tunnelbanestation längs Stockholms tunnelbana. Den trafikeras av röda linjen (T-bana 2) och ligger mellan stationerna Telefonplan och Liljeholmen. Stationen är belägen i bergrum 17 meter under marken, mellan Svandammsvägen och Övre Bergsvägen. Entré finns via gångpassage från Svandammsvägen och Tegelbruksvägen. Stationen togs i bruk den 5 april 1964, när Röda linjen invigdes. Avståndet till station Slussen är 4,6 kilometer.

## Allmänt
Konstnärlig utsmyckning: En midsommarkrans av trä hänger i taket, tillverkad 1979 av boende vid Midsommarkransen under ledning av tre konstfackelelever. Dessutom finns konstverken Blommor till Midsommarkransen av Lisbet Lindholm från 1990 och en trärelief av Dag Wallin.
Den målade träreliefen sitter på den ena plattformsväggen och bilden av sommarnatten är tänkta att ge associationer till himmel och jord, liv och vatten, hedendom och falloskult, midsommar och magi.

## Galleri

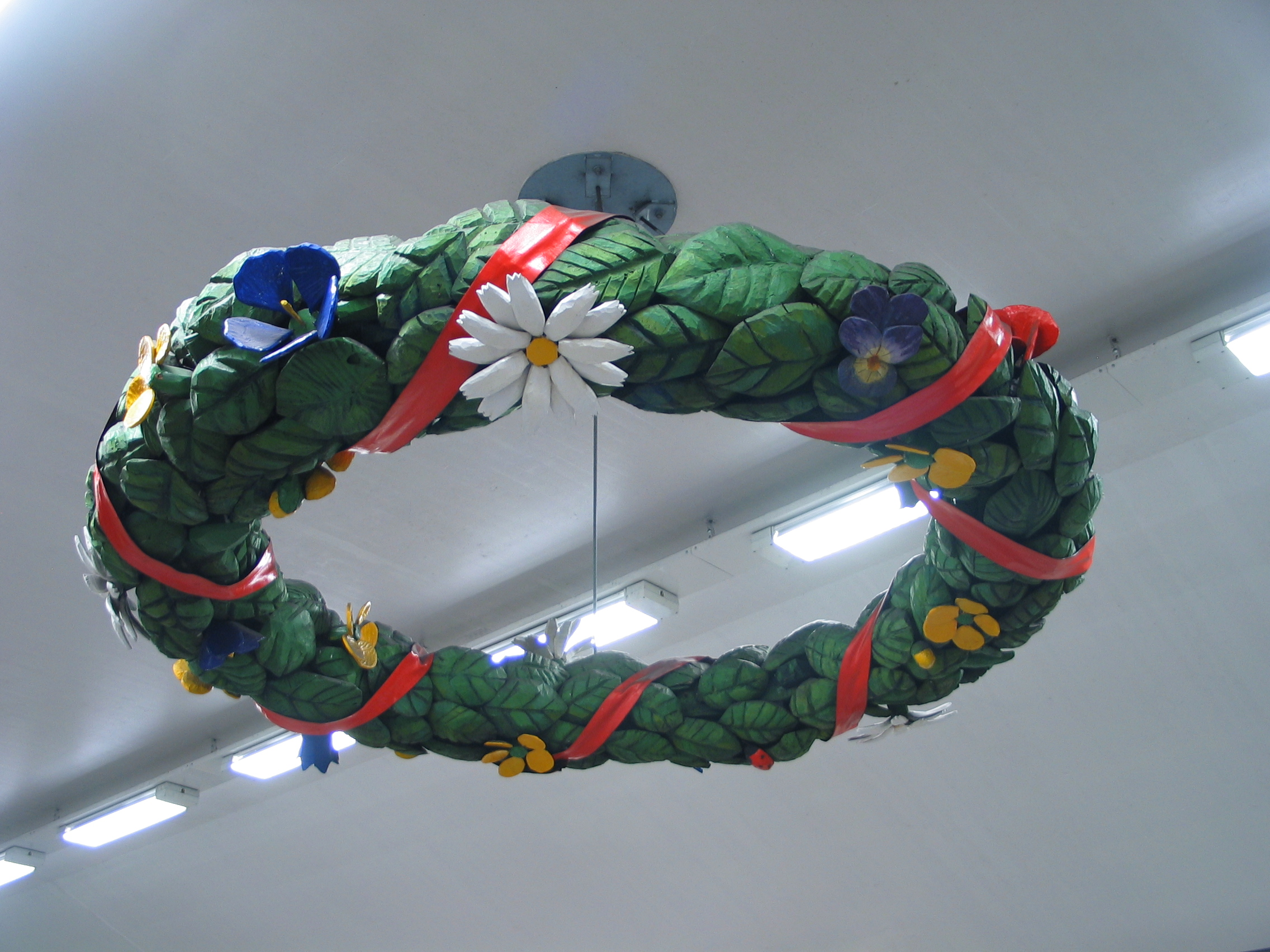
Träkransen som hänger i stationens tak.
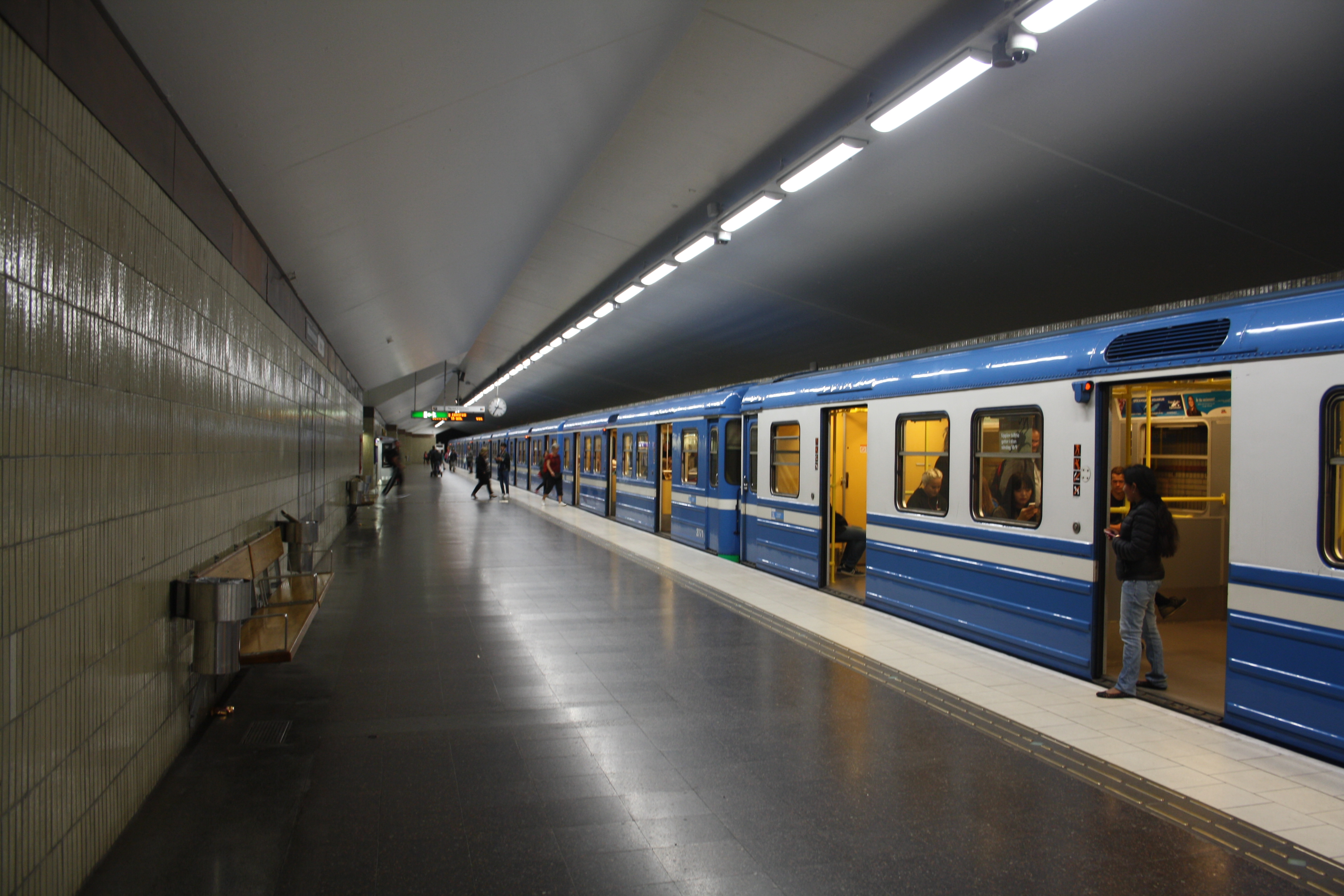
Cx-vagn i Midsommarkransen
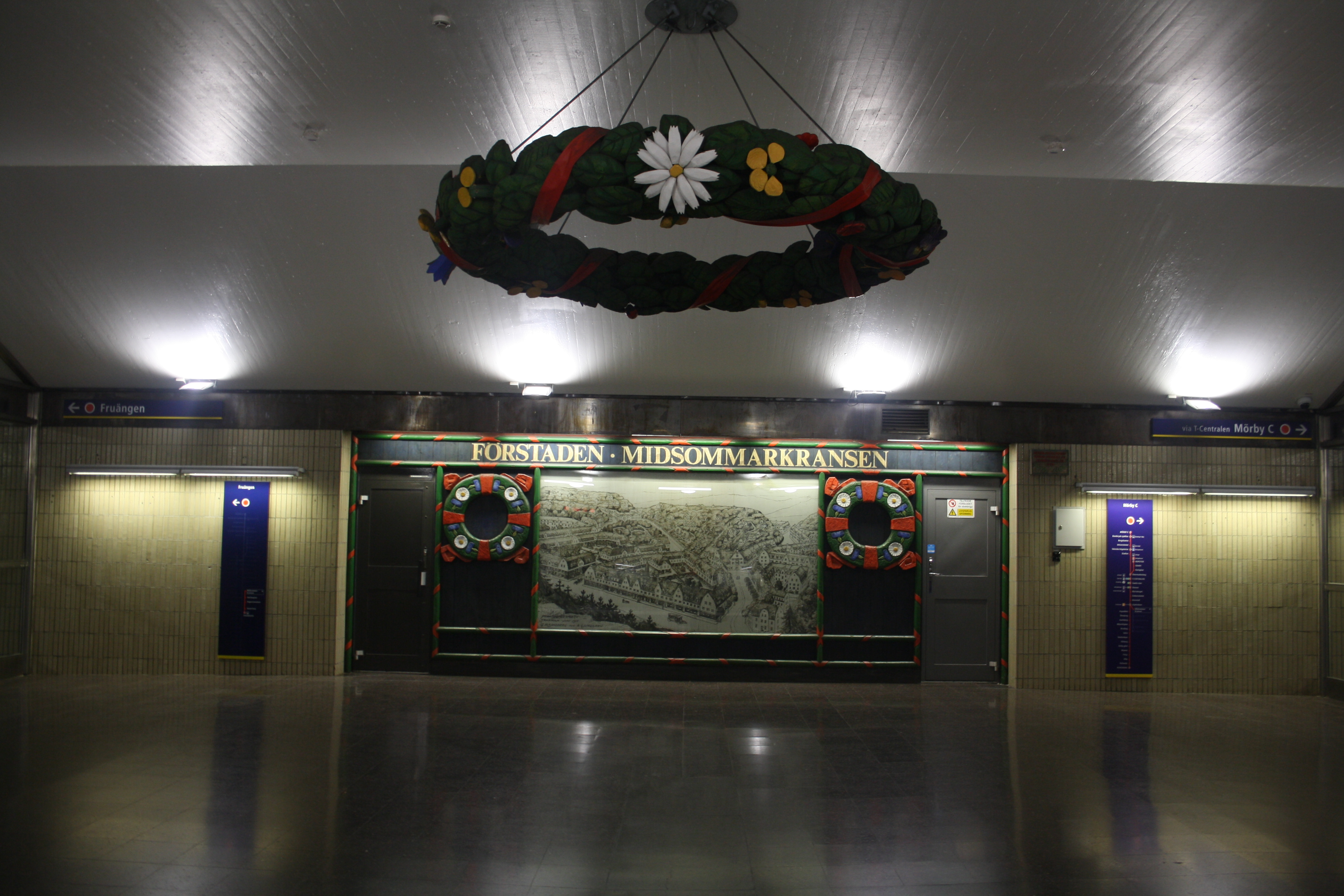
Gång till perrongerna
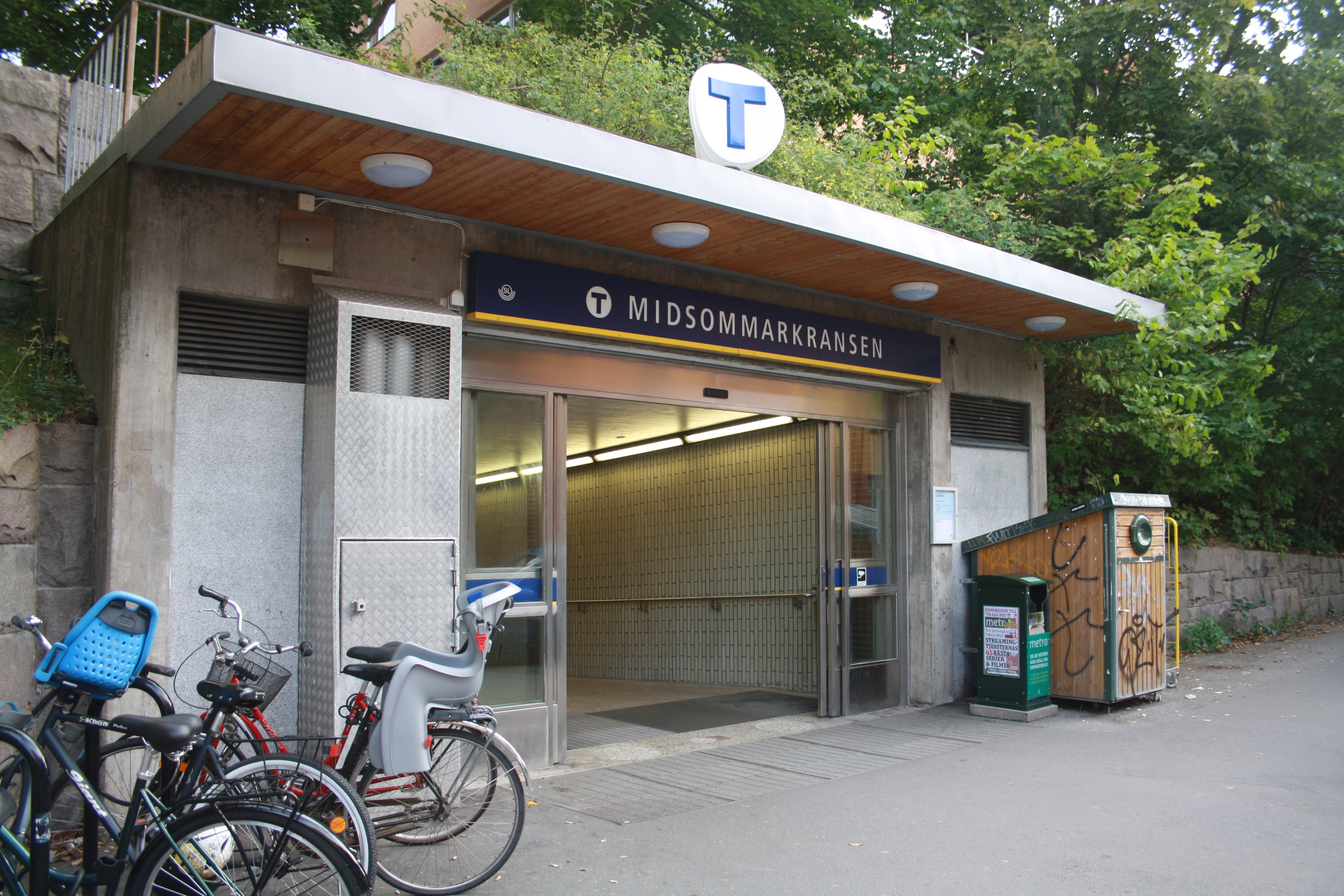
Ingång